# Marie-Hélène Panisset
Marie-Hélène Panisset é uma cineasta, roteirista e produtora cinematográfica canadense. Como reconhecimento, foi nomeada ao Óscar 2019 na categoria de Melhor Curta-metragem por Marguerite' (2018).